# Bill Graham Civic Auditorium
Le Bill Graham Civic Auditorium (anciennement San Francisco Civic Auditorium) est une salle polyvalente située à San Francisco, en Californie, qui porte le nom du producteur Bill Graham. L'arène peut accueillir 8 500 personnes.

## Histoire
La salle est conçue par les célèbres architectes de la Bay Area, John Galen Howard, Frederick Herman Meyer et John W. Reid, Jr. et construit en 1915 dans le cadre de l'Exposition internationale de Panama-Pacific. La salle accueille la Convention nationale démocrate de 1920, le San Francisco Opera de 1923 à 1932 puis en 1996, les essais de boxe de l'AAU nationale en 1948, et elle est le domicile des Warriors de Golden State de la National Basketball Association entre 1964 et 1967,. 
Cette salle a également accueilli Apple lors des lancements des iPhone 6s, iPhone 6s Plus, iPhone 7 et iPhone 7 Plus,.